# SP Zawisza Bydgoszcz
El Stowarzyszenie Piłkarskie Zawisza Bydgoszcz és un club de futbol polonès de la ciutat de Bydgoszcz. El seu nom commemora el llegendari cavaller polonès del segle xv Zawisza Czarny (Zawisza el negre).

## Història

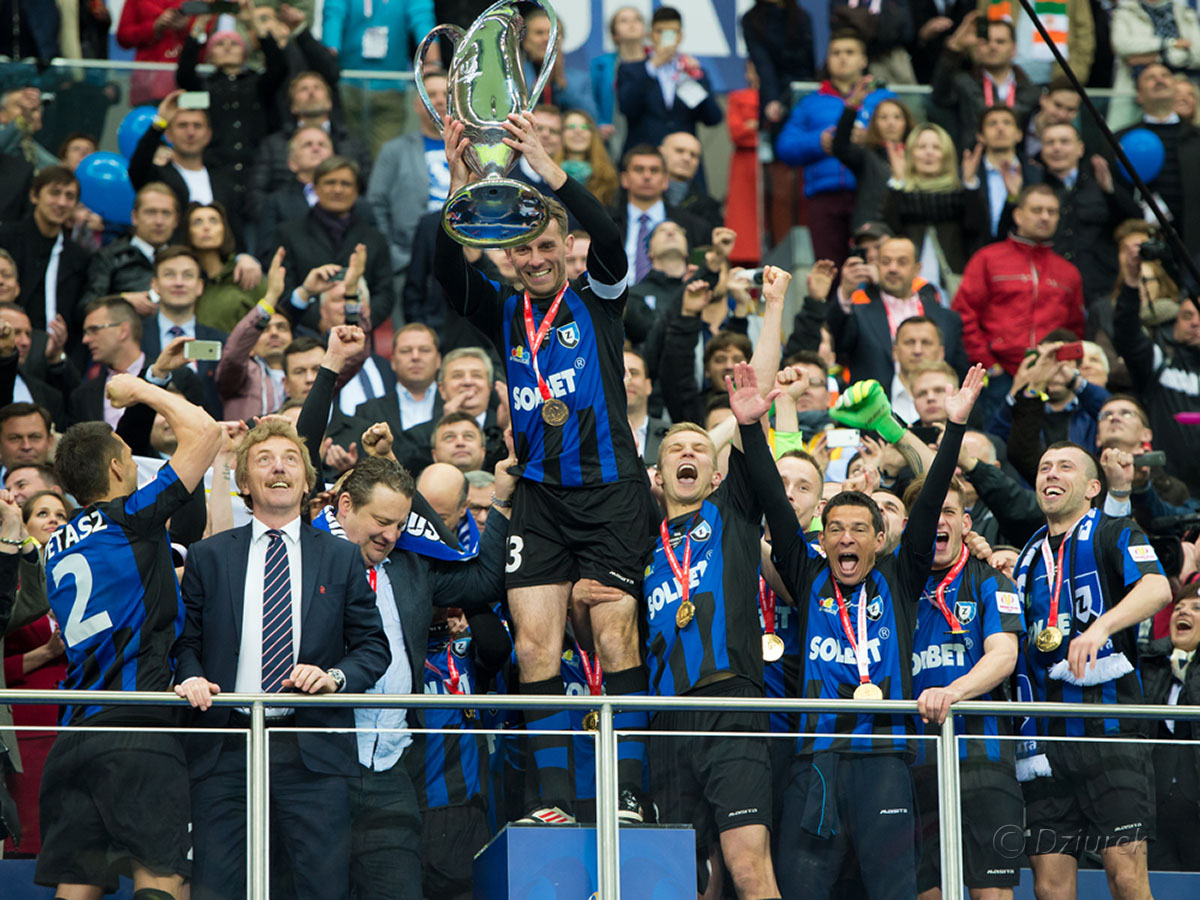
Campió de copa el 2014

El club va ser fundat el 1946, patrocinat per l'exèrcit, a Koszalin. Quan els quarters generals es traslladaren a Bydgoszcz l'any 1947 el club també es traslladà.
Ascendí per primer cop a primera divisió el 1961. Després del descens la temporada 1993-94 no retornà a primera fins al 2013. Arribà a semifinals de copa el 1991 i participà en la Copa Intertoto el 1993.
La temporada 2013-14 guanyà la copa, derrotant 6-5 en els penals, després d'empatar a zero, davant Zagłębie Lubin, i es classificà per la UEFA Europe League. La temporada 2015-16 es va dissoldre i es fundà com a SP Zawisza la temporada 2016-17.

## Escuts

1946-50 1976-
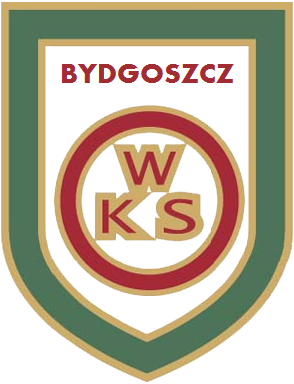
1950-54
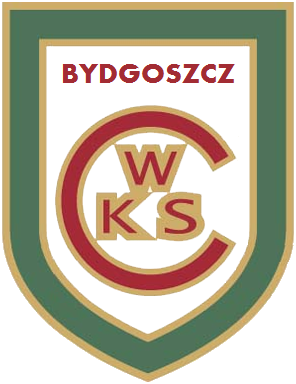
1954-57
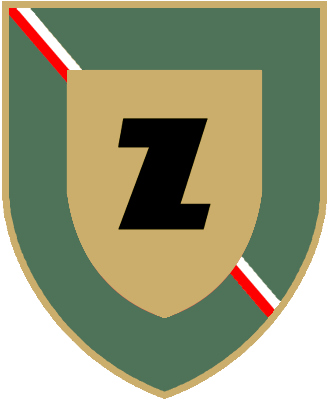
1957-76
2003-14 2016- (SP Zawisza)

## Futbolistes destacats

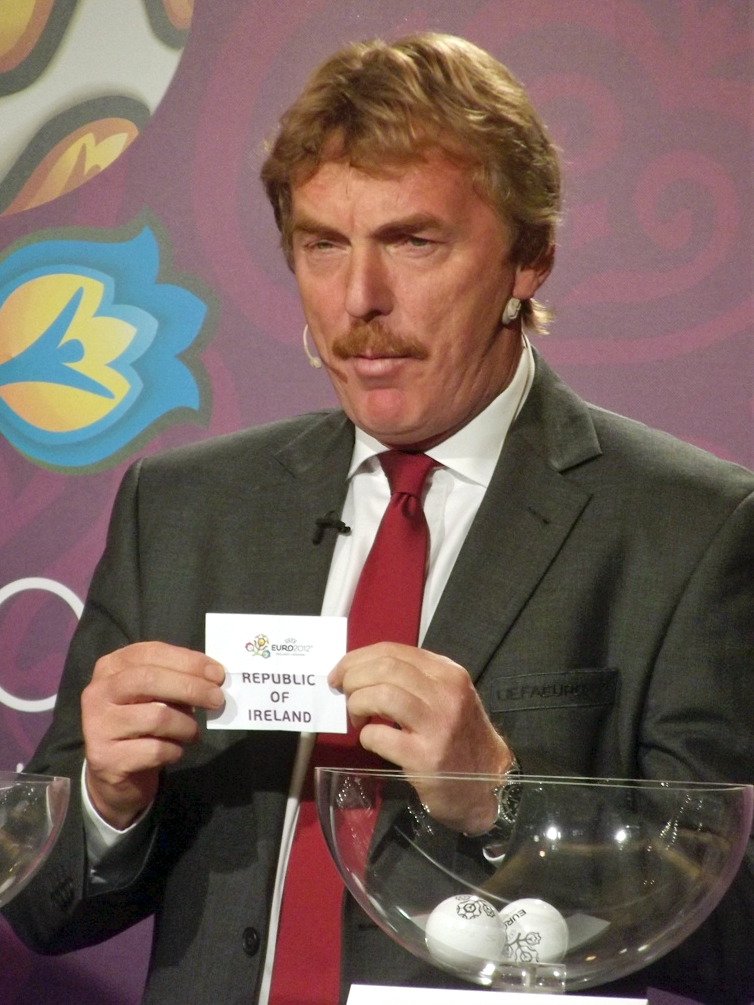
Zbigniew Boniek

Llistat de futbolistes que han estat internacionals.
- Zbigniew Boniek
- Paweł Kryszałowicz
- Wojciech Łobodziński
- Stefan Majewski
- Piotr Nowak
- Sławomir Wojciechowski
- Michał Masłowski
- Igor Lewczuk
- Vuk Sotirović
- Hérold Goulon

## Palmarès

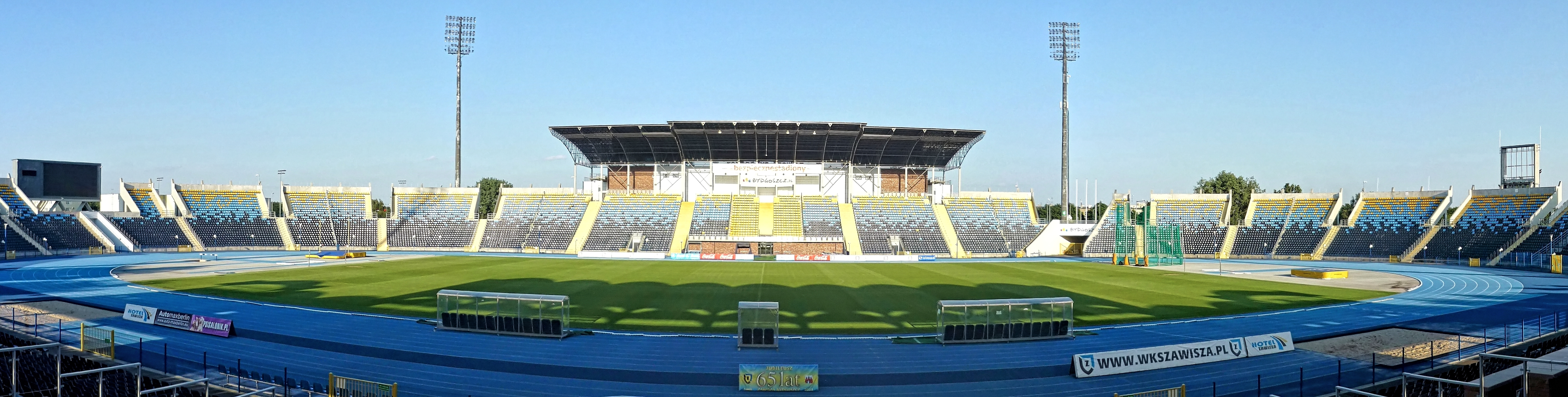
Estadi Zdzisław Krzyszkowiak

- Copa polonesa de futbol: 
  - 2013-14

- Supercopa polonesa de futbol: 
  - 2014